# توقيت نيبال
يتم صياغة توقيت نيبال رسمياً بواسطة توقيت نيبال الرسمي (NST,UTC+05:45).

## قاعدة بيانات المنطقة الزمنية
تحتوي قاعدة بيانات المنطقة الزمنية على منطقة واحدة لنيبال في ملف zone.tab ، تُسمى آسيا/كاتماندو.